# Gartennachtschwalbe

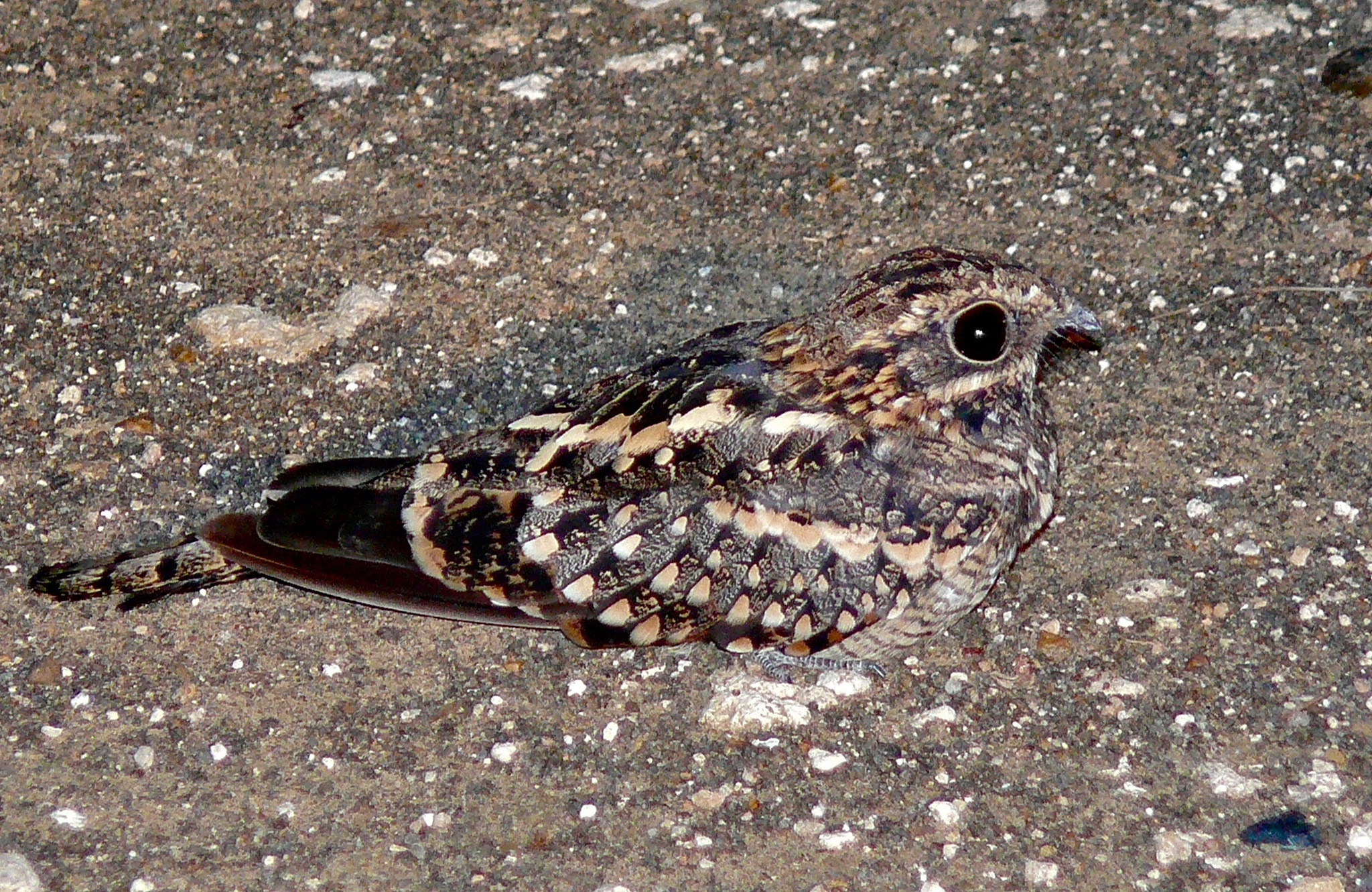
Weibchen

Die Gartennachtschwalbe oder Welwitschnachtschwalbe (Caprimulgus fossii) ist eine Vogelart aus der Familie der Nachtschwalben (Caprimulgidae).
Sie kommt in Botswana, Burundi, in der Demokratischen Republik Kongo, in Gabun, in der Kalahari, in Malawi, Mosambik, Namibia, auf Pemba und Sansibar, in Sambia, Südafrika, Uganda und Tansania vor.
Ihr Verbreitungsgebiet umfasst hauptsächlich offenes baum- oder buschbestandenes Land, auch Grasland und sandige Flächen in Wassernähe bis 1800 m.
Die deutsche Bezeichnung bezieht sich auf Friedrich Welwitsch.

## Beschreibung
Die Gartennachtschwalbe ist 23–24 cm groß, das Männchen wiegt 54–68 g, das Weibchen 47–77 g.
Die Oberseite einschließlich der Oberflügel ist dunkel graubraun und kräftig grauweiß gefleckt.
Hauptunterscheidungsmerkmal gegenüber Kurzschleppen-Nachtschwalbe und Schleppennachtschwalbe ist die eckige Schwanzspitze. An der Kehle sind seitlich weiße Flecken.
Beim Männchen finden sich auf den vier Handschwingen weiße Flecken, eine weiße Flügelbinde auf den Schirmfedern und schmale weiße äußere Steuerfedern.

## Stimme
Der Ruf des Männchens wird als Surren beschrieben mit ansteigender Tonhöhe, dann abbrechend mit einem whoop im Fluge.

## Geografische Variation
Es werden folgende Unterarten anerkannt:
- C. f. fossii Hartlaub, 1857, Nominatform – Gabun
- C. f. welwitschii Bocage, 1867 – hauptsächlich Hochland, Demokratische Republik Kongo bis Namibia
- C. f. mossambicus W. K. H. Peters, 1868 – Tiefebene, Demokratische Republik Kongo bis Südafrika
- C. f. griseoplurus Clancey, 1965 – Kalahari, auch Botswana

## Lebensweise
Die Nahrung besteht aus Nachtfaltern, Käfern, Heuschrecken, geflügelten Termiten und Ameisen, die über dem Boden oder über dem Wasser gejagt werden.
Die Brutzeit liegt auf der Insel Pemba im Juni, auf Sansibar im Oktober, in Burundi, Tansania und Mosambik zwischen September und Dezember und in Malawi und Sambia zwischen September und November.

## Gefährdungssituation
Die Gartennachtschwalbe gilt als „nicht gefährdet“ (least concern).